# Бостик, Уинстон
Уинстон Г. Бостик (англ. Winston H. Bostick, 5 марта 1916 — 19 января 1991) — американский физик, специалист по физике плазмы. Им открыты плазмоиды, плазменный фокус и явление плазменного вихря. Он занимался моделированием астрофизических явлений в лабораторных экспериментах с плазмой.

## Биография
Уинстон Г. Бостик получил степени бакалавра и доктора наук в Чикагском университете. Его докторская диссертация, посвящённая изучению космических лучей, была выполнена под руководством лауреата Нобелевской премии по физике Артура Комптона. Работая в Массачусетском технологическом институте с 1941 по 1948 год, он участвовал в создании линейного ускорителя электронов. Будучи адъюнкт-профессором Университета Тафтса с 1948 по 1954 гг., Бостик занимался исследованиями Z-пинча. В 1954—1956 годах, работая в Ливерморской лаборатории он открыл плазмоиды. В 1956 «The New York Times» разместил на своей заглавной странице статью, посвящённую изобретению Бостика — «плазменной пушке», основанной на так называемом плазменном фокусе. С 1956 он занимает должность профессора физики в Технологическом институте Стивенса. С 1968 года возглавляет физический факультет института. В 1981 году Уинстон Бостик уходит на пенсию, получив звание почётного профессора. Бостик умер от рака лёгких в 1991 году в возрасте 74 лет во время посещения города Тихуана в Мексике.

## Научный вклад
Главным достижением научной деятельности Бостика стало открытие им в 1956 года так называемых «плазмоидов» — стабильных вихревых плазменных сгустков, несущих электрический заряд. Десять лет спустя на основе этого открытия он предположил, что электроны и другие элементарные частицы представляют собой такие плазмоиды. Бостик утверждал, что эта модель может объяснить структуру атома, а также природу сильных и слабых ядерных сил, а также считал, что она может быть физической основой для теории струн. Однако его точка зрения не получила поддержки у научного сообщества и считается маргинальной.